# محمدعرفان معصومی
محمدعرفان معصومی (زادهٔ ۵ فروردین ۱۳۷۵) بازیکن فوتبال اهل ایران است که در پست هافبک برای باشگاه فوتبال خیبر خرم‌آباد بازی می‌کند.

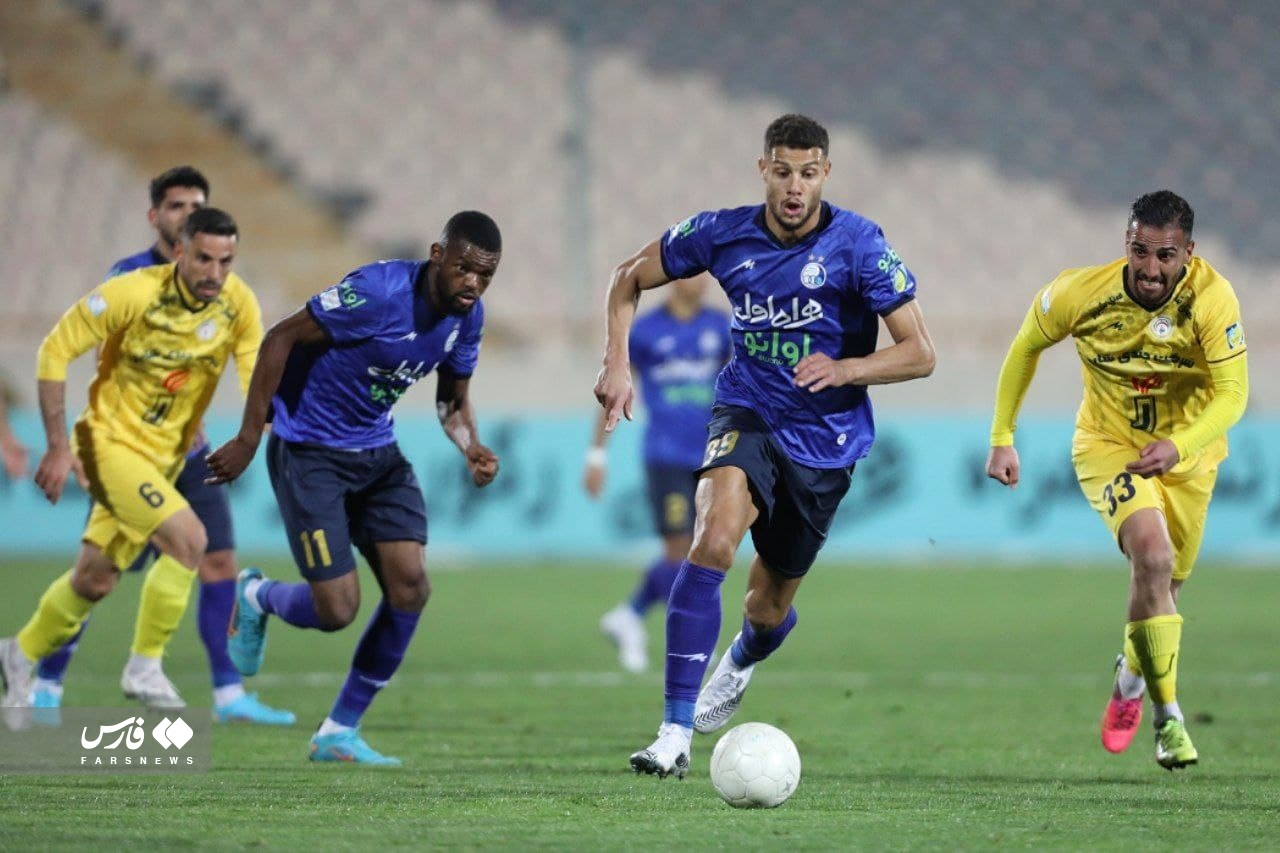
بازی کردن عرفان معصومی مقابل استقلال در پیراهن فجر سپاسی (بازیکن زرد پوش سمت چپ)

او اولین گل خود را برای باشگاه فوتبال فجر سپاسی در بیست و یکمین دوره لیگ برتر خلیج فارس و مقابل صنعت نفت آبادان به ثمر رساند.
پس از سقوط باشگاه فوتبال فجر سپاسی به لیگ آزادگان محمد عرفان معصومی کاپیتان دوم این باشگاه شد.